# Segunda Pele
Segunda Pele é o quarto álbum de estúdio da cantora potiguar Roberta Sá. Foi lançado em 24 de janeiro de 2012 pela gravadora Universal Music. O álbum foi produzido por Rodrigo Campello.   

## Lista de faixas
| Versão Padrão  |                                                              |                                                    |         |  |
| N.º            | Título                                                       | Compositor(es)                                     | Duração |  |
| 1.             | "Lua" (com A Parede)                                         | Mário Sève, Pedro Luís                             | 3:57    |  |
| 2.             | "Segunda Pele"                                               | Carlos Rennó, Gustavo Ruiz                         | 3:12    |  |
| 3.             | "Bem à Sós"                                                  | Rubinho Jacobina                                   | 2:27    |  |
| 4.             | "O Nego e Eu"                                                | João Cavalcanti                                    | 3:44    |  |
| 5.             | "Altos e Baixos"                                             | Lula Queiroga, Yuri Queiroga                       | 3:34    |  |
| 6.             | "Você Não Poderia Surgir Agora"                              | Dudu Falcão                                        | 3:18    |  |
| 7.             | "Esquirlas" (com Jorge Drexler)                              | Jorge Drexler                                      | 3:07    |  |
| 8.             | "Pavilhão de Espelhos" (com Ballaké Sissoko e Vincent Segal) | Lula Queiroga                                      | 3:16    |  |
| 9.             | "No Bolso"                                                   | Pedro Luís, Roberta Sá                             | 2:17    |  |
| 10.            | "Deixa Sangrar"                                              | Caetano Veloso                                     | 3:03    |  |
| 11.            | "A Brincadeira"                                              | Moreno Veloso, Quito Ribeiro, Domenico Lancellotti | 2:42    |  |
| 12.            | "No Arrebol"                                                 | Wilson Moreira                                     | 4:27    |  |
| Duração total: | Duração total:                                               | Duração total:                                     | 38:03   |  |

| Versão Bonus Track |                                 |                |         |  |
| N.º                | Título                          | Compositor(es) | Duração |  |
| 13.                | "Mão e Luva"                    | Pedro Luís     | 4:36    |  |
| 14.                | "Deixa Sangrar (Frevo Dub Mix)" | Caetano Veloso | 4:13    |  |
| Duração total:     | Duração total:                  | Duração total: | 46:52   |  |